# Eremophila christophori
Eremophila christophori är en flenörtsväxtart som beskrevs av Ferdinand von Mueller. Eremophila christophori ingår i släktet Eremophila och familjen flenörtsväxter. Inga underarter finns listade i Catalogue of Life.